# Kristine Andersen
Kristine Andersen "Kris" ,född den 2 april 1976 i Aalborg, Danmark, är en dansk handbollsspelare. Hon spelade som playmaker det vill säga som mittnia.

## Karriär
Kristine Andersen startade med att spela handboll i Sindal, och bytte sedan till Ikast Bording EH. Här spelade hon det mesta av sin karriär med undantag av några  år i den tyska klubben Bayer Leverkusen. Kristine Andersen vann DM i klubben 1998 och tog också en seger i EHF cupen och en i Cupvinnarcupen med klubben. Hon slutade officiellt karriären den 30 juni 2005 för att satsa på sin civila karriär, men spelade några matcher till hösten samma år, då Ikast-Bording hade skadeproblem. Men då hon ändrade sig började hon med elithandbollen, då hon den  27 september 2006 skrev kontrakt med SK Aarhus. Comebacken i Aarhus SK slutade i januari 2007 när Trine Troelsen anslöt till klubben. Som playmaker var Kristine Andersen i många år en central figur i Ikast-Bordings anfallsspel och efter att ha varit komplementspelare i landslaget i några år, blev hon efterhand också en central  spelare för landslaget. Hennes styrka var den goda överblicken, samarbete med mittsexan, ett  bra skott såväl hoppskott som underhandsskott, samt bra straffkastskytte.

### Landslagskarriär[3]
Kristine Andersen debuterade i landslaget den 20 februari 1996, och hon kom med till sommar OS 1996 i Atlanta efter ett återbud. Hon fick som den ende av spelarna ingen speltid alls. Som en del av laget fick hon ändå guldmedaljen. Vid EM i Danmark samma år fick hon speltid och hade därför mer andel i den guldmedaljen. Efterhand som den första gyllene årgången av det danske damlandslaget avslutade sina karriärer, blev det också till mera speltid till "Kris",  som är hennes smeknamn. Skador i flera omgångar betydde, att hon inte kom med till OS år 2000 i Sydney. Genombrottet på landslaget kom därför först, då Jan Pytlick efter detta OS skulle bygga ett nytt lag, som visade framfötterna med att ta fjärdeplatsen i  VM 2001. Året efter vid EM 2002 på hemmaplan vann det nya laget. Kristine Andersen var nu en av lagets helt stora profiler och blev lagets bäste målgörare med 42 mål i turneringen (6:e plats i skytteligan). Hon gjorde bland annat 21 mål på 23 straffkast. Hon blev vald i turneringens all-star-team. Hon avslutade landslagskarriären i det danska lag som tog OS-guld i damernas turnering i samband med de olympiska handbollstävlingarna 2004 i Aten. Hon hade då spelat 106 landskamper och lagt 305 måli landslaget. OS-finalen blev hennes sista landskamp.

## Klubbar[5]
- Sindal - 1993
- Ikast FS 1993-1996 (samma klubb som Ikast Bording EH)
- Bayer Leverkusen (1996-1997)
- Ikast Bording Elite Håndbold  (1997-2006)
- SK Århus (2006- 20 jan 2007)

## Meriter
- 2 OS-guld 1996 och 2004 med Danmarks damlandslag i handboll
- 2 EM-guld 1996 och 2002 med  Danmarks damlandslag i handboll
- 1 DM (danskt mästerskap) med Ikast 1998
- EHF-cupen 2002 med Ikast
- Cupvinnarcupen 2004 med Ikast